# キッチンパトロール
『キッチンパトロール』は、1975年4月5日から1995年3月25日までの20年間、TBS系列全国ネット（TBS系列局が存在しない地域を含む）で毎週土曜日の午前中に放送された15分間の料理・キッチン関連のテレビ番組である。提供は食糧庁（現・農林水産省総合食料局）・米穀協会。番組終了後にはヱスビー食品のCMがカウキャッチャー扱いで放送されていた。のちに農林水産省・米穀協会が提供している『いまどき!ごはん』（テレビ朝日系列）に受け継がれている。前身番組は『キッチンパパ』（司会：菅原洋一、1970年7月 - 1975年3月放送）で、後継番組は『レシピの玉手箱』（司会：磯野貴理子）。制作会社はTBS映画社（現・TBSビジョン）。

## 出演者

### 司会
- 開始から1年間は司会者なし（毎回週替りで出演するタレント・著名人が全国各地の食文化や話題の料理店などをレポートする構成で放送）[4]。
- 初代：坂本九（1976.4 - 1985.8）
  - 坂本の司会起用と同時に、原則としてスタジオでの講師と司会者による家庭料理紹介を主とした構成に変更（ただし、年に数回は初期のように坂本がスタジオを抜けて地方の食文化をレポートする内容が放送された）。
  - 1985年8月12日の日本航空123便墜落事故により坂本が急逝したため、以降の数回は高橋進（当時TBSアナウンサー）が代理を務めた。
- 2代目：大石吾朗（1985.9 - 1990.8）
- 3代目：森田健作（1990.9 - 1992.3）
  - 1992年夏の 参院選立候補のため、降板。
- 4代目：野々村真（1992.4[5] - 1994.3）
- 5代目：布川敏和（1994.4 - 1995.3）

### アシスタント
- 菅原牧子
- 藤田恒美[注釈 1]
- 渡辺真理

## スタッフ
※1984年6月当時
- プロデューサー：花田節朗
- P&D：佐々木雪雄
- アシスタントディレクター：富岡隆秀（同年8月異動）、滝智夫（1986年10月異動）
- ディレクター：御堂河内晃（1984年9月 - 1986年異動）
- EED:矢口保雄（赤坂ビデオセンター）

## ネット局
スポンサーの関係で、佐賀県を除く46都道府県をカバーしていた。備考欄の「★」は、1987年10月に『キユーピー3分クッキング』（CBC版）が土曜にも新設された局。
| 放送対象地域           | 放送局             | 系列                          | 備考 |
| ---------------------- | ------------------ | ----------------------------- | --- |
| 関東広域圏             | TBS                | TBS系列                       | |
| 北海道                 | 北海道放送         | TBS系列                       | ★ |
| 青森県                 | 青森テレビ         | TBS系列                       | 実質的な前番組『キッチンパパ』までは、青森テレビ開局後も引き続き青森放送（日本テレビ系列）が放送していた。 |
| 岩手県                 | 岩手放送           | TBS系列                       | ★ |
| 宮城県                 | 東北放送           | TBS系列                       | ★ |
| 秋田県                 | 秋田放送           | 日本テレビ系列                | |
| 山形県                 | 山形放送           | 日本テレビ系列                | 1989年9月まで                                                                                              |
| 山形県                 | テレビユー山形     | TBS系列                       | 1989年10月開局から                                                                                         |
| 福島県                 | 福島テレビ         | フジテレビ系列                | 1983年11月まで                                                                                             |
| 福島県                 | テレビユー福島     | TBS系列                       | ★ 1983年12月開局から                                                                                       |
| 新潟県                 | 新潟放送           | TBS系列                       | ★ |
| 長野県                 | 信越放送           | TBS系列                       | ★ |
| 山梨県                 | テレビ山梨         | TBS系列                       | |
| 静岡県                 | 静岡放送           | TBS系列                       | ★ |
| 富山県                 | 北日本放送         | 日本テレビ系列                | 1990年9月まで                                                                                              |
| 富山県                 | チューリップテレビ | TBS系列                       | 1990年10月開局から                                                                                         |
| 石川県                 | 北陸放送           | TBS系列                       | ★ |
| 福井県                 | 福井放送           | 日本テレビ系列 テレビ朝日系列 | |
| 中京広域圏             | 中部日本放送       | TBS系列                       | ★ |
| 近畿広域圏             | 毎日放送           | TBS系列                       | |
| 島根県 鳥取県          | 山陰放送           | TBS系列                       | |
| 島根県 鳥取県          | 日本海テレビ       | 日本テレビ系列                | 一時期のみ、その後山陰放送への一本化に伴い打ち切り                                                         |
| 岡山県 →岡山県・香川県 | 山陽放送           | TBS系列                       | 1983年3月までの放送エリアは岡山県のみ 1983年4月の電波相互乗り入れに伴い香川県でも放送                      |
| 広島県                 | 中国放送           | TBS系列                       | |
| 山口県                 | 山口放送           | 日本テレビ系列                | 1979年3月まで                                                                                              |
| 山口県                 | テレビ山口         | TBS系列                       | 1979年4月から 1987年9月まではフジテレビ系列（FNSのみ加盟）とのクロスネット                                 |
| 徳島県                 | 四国放送           | 日本テレビ系列                | |
| 愛媛県                 | 南海放送           | 日本テレビ系列                | 1992年9月まで                                                                                              |
| 愛媛県                 | 伊予テレビ         | TBS系列                       | 1992年10月開局から                                                                                         |
| 高知県                 | テレビ高知         | TBS系列                       | |
| 福岡県                 | RKB毎日放送        | TBS系列                       | |
| 長崎県                 | 長崎放送           | TBS系列                       | |
| 熊本県                 | 熊本放送           | TBS系列                       | ★ |
| 大分県                 | 大分放送           | TBS系列                       | ★ |
| 宮崎県                 | 宮崎放送           | TBS系列                       | ★ |
| 鹿児島県               | 南日本放送         | TBS系列                       | |
| 沖縄県                 | 琉球放送           | TBS系列                       | ★ |

| TBS 土曜9:45 - 10:00枠 | TBS 土曜9:45 - 10:00枠                       | TBS 土曜9:45 - 10:00枠 |
| 前番組                 | 番組名                                       | 次番組                 |
| ---------------------- | -------------------------------------------- | ---------------------- |
| （単発枠）             | キッチンパトロール （1975年4月 - 1995年3月） | レシピの玉手箱         |